# Natuurkundigenbuurt
De Natuurkundigenbuurt is een buurt in de Haarlemse wijk Houtvaartkwartier in stadsdeel Haarlem Zuid-West. In deze buurt zijn de straatnamen onder andere vernoemd naar natuurkundigen zoals; Éinsteinstraat, Kamerlingh Onnesstraat, Professor van der Waalstraat, Teslastraat en Edisonstraat.
De buurt is voor statistische doeleinden opgesplitst in Natuurkundigenbuurt-oost en Natuurkundigenbuurt-west. Oost kent zo'n 1.090 inwoners en West zo'n 1.300 inwoners. De buurten worden in het noorden begrensd door de Pijlslaan, in het oosten door de Leidsevaart in het zuiden door de grens met Heemstede net voorbij de Randweg. en in het westen vormt de Houtvaart de grens. De grens tussen de twee buurten wordt bepaald door de spoorlijn Haarlem - Leiden.